# Гісарський район

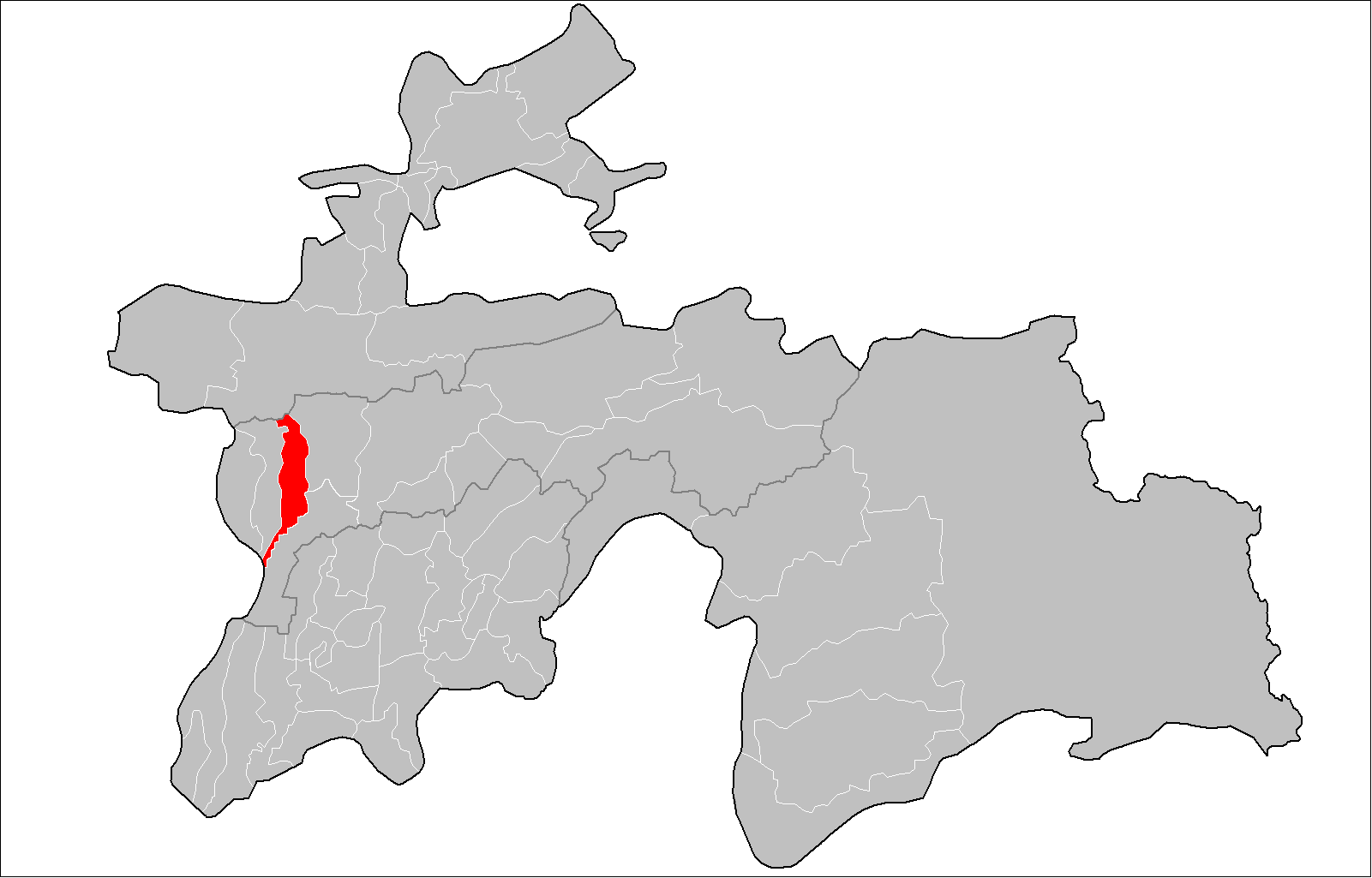
Розташування в Таджикистані

Гісарський район (тадж. ноҳияи Ҳисор) — район на заході Таджикистану. Центр — смт Гісар. Утворений 29 січня 1932 року.
Район межує на півночі з Шахрінавським, на сході з районом Рудакі, на північному сході з Варзобським районом, на південному заході з Узбекистаном (Денауський район Сурхандар'їнської області). Загальна довжина кордону становить 286 км (з них 13 км з Узбекистаном).
Територія району 974 км². Населення 196 тис. мешканців (перепис 2000): міське — 29 тис., сільське — 167 тис. осіб.
Гісарський район оточений горами: з півночі Гісарським хребтом, вершини якого досягають 4300 м над рівнем моря, з півдня Газімалікськими, з південного заходу Бабатагськими горами. Гісарська долина — вічнозелена, квітуча, густонаселена частина Таджикистану.

## Адміністративний поділ
Район поділяється на 2 селищних джамоати (Гісар, Шарора) і 9 сільських джамоатів:
- Алмосі
- Дехконобод
- Дурбат
- Карамкул
- Мірзо Різо
- Навобод
- Хісор
- Хонако
- Хонакохі Кухі

| Таджикистан | Це незавершена стаття з географії Таджикистану. Ви можете допомогти проєкту, виправивши або дописавши її. |